# Romar
Centrul Medical Romar este o companie furnizoare de servicii medicale din România.
În februarie 2011, compania deținea peste 20 de clinici și laboratoare în București și în țară și avea aproximativ 600 de angajați și 200 de colaboratori.
Romar este controlat de familia Hagicalil, care deține indirect 60% din acțiuni, restul aparținând fondului de investiții britanic RC2.
Concurenții Romar sunt MedLife, Medicover, Centrul Medical Unirea, Medsana și Medcenter.
Activitatea companiei se îndreaptă în trei direcții:
- medicina muncii, care a contribuit 60% din veniturile companiei în anul 2005, fiind plătite de către angajator, nu de către pacient;
- servicii de laborator, decontate prin contractele cu Casa Națională de Asigurări de Sănătate, care reprezintă 25% din venituri;
- servicii medicale de policlinică.

Cifra de afaceri:
- 2010: 10 milioane euro[1]
- 2008: 7,6 milioane euro[2]
- 2006: 6,7 milioane euro[4]